# Ваклино
Ва́клино (болг. Ваклино) — село в Добрицькій області Болгарії. Входить до складу общини Шабла.

## Населення
За даними перепису населення 2011 року у селі проживали 166 осіб.
Національний склад населення села:
| Національність   | Кількість осіб | Відсоток |
| ---------------- | -------------- | -------- |
| болгари          | 147            | 89,1%    |
| цигани           | 10             | 6,1%     |
| турки            | 5              | 3,0%     |
| інша             | 0              | 0%       |
| не визначились   | 3              | 1,8%     |
| Всього відповіли | 165            |          |

Розподіл населення за віком у 2011 році:
Динаміка населення: